# Hof bei Salzburg
Hof bei Salzburg é um município da Áustria, situado no distrito de Salzburg-Umgebung, no estado de Salzburgo. Tem 19,64 km² de área e sua população em 2019 foi estimada em 3.608 habitantes.